# Tor (Alins)

Tor (pronúncia local: [tɔɾ]) é uma pequena localidade do Pirineu catalão, administrativamente circunscrita ao município de Alins, na comarca do Pallars Sobirà. Faz fronteira com a Andorra.
Situa-se no ponto mais distante e isolado do Vall Ferrera, no extremo nordeste da comarca. É o ponto de convergência entre dois barrancos: o Riu de la Rabassa e o Barranco de Vallpeguera. A partir dessa união, forma-se a Noguera de Tor. O povoado encontra-se justamente no fundo do vale, ponto em que o terreno se abre numa pequena planície localizada debaixo da Rocha de São Pedro e envolta pelas montanhas altas que separam o Vall Ferrera dos vales da Andorra, tais como o Pico de Sanfonts, de 2.882 metros de altitude.
É um dos povoados de maior altitude do país. Pode ser acessado por uma pista asfaltada de doze quilômetros que vai subindo a montanha a partir do extremo norte da vila de Alins; a pista acompanha o vale da Noguera de Tor. Até anos recentes, essa pista, frequentemente em más condições, acabava no povoado. Após sensíveis melhorias, a estrada de Tor atualmente continua pelo chamado Camí de Pal em direção ao Port de Cabús, ponto de entrada em Andorra. Como o último trecho dessa estrada não é pavimentado, o trânsito é desaconselhado em épocas mais úmidas, sobretudo quando há neve, a depender do tipo de veículo usado para locomoção.
O povoado conta com a igreja paroquial de São Pedro. Acima do povoado, no local onde havia existido o castelo medieval da localidade, encontram-se restos da igreja românica de São Pedro da Força, ou da Rocha, em referência ao rochedo ali presente. A uma relativa distância em relação ao norte, está também presente a capela de Santo Ambrósio.

## Etimologia
O nome Tor não provém de uma antiga variante dialetal da palavra torre, mas sim de um étimo íbero-basco com uma única letra r, conforme indicado pelo gentílico do povoado em catalão: toredà. Atribui-se a relação do nome dessa região à palavra catalã turó (colina).

## Geografia

### O povoado de Tor
Situado ao fundo de um vale na tríplice fronteira da comarca do Pallars Sobirà com a Andorra e com o Alt Urgell, Tor desempenhou um papel importante na história medieval dos condados de Urgell e de Pallars. Tratava-se de um pequeno povoado, com casas espalhadas ao longo de uma planície aos pés da Rocha de São Pedro, onde havia  o castelo medieval de Tor e a igreja de São Pedro da Força, localizando-se, a maioria delas, à direita da Noguera de Tor.

#### As famílias do povoado[4]
- Família Bernat
- Família Cerdà
- Família Cisqueta
- Família Clos
- Família Macià

- Família Manuel
- Família Molner
- Família Palanca
- Família Peirot
- Família Pere Xic

- Família Peri
- Família Sança
- Família Sucar

## História

### Idade moderna
No fogatge (espécie de censo populacional com objetivos tributários, organizado pela contagem de lareiras do povoado) do ano 1553, declara-se que em Tor havia uma lareira eclesiástica, seis lareiras laicas e um total de 35 habitantes.

### Idade contemporânea
A Prefeitura de Tor foi criada em 1812, na esteira de leis promulgadas a partir das reformas feitas em todo o estado espanhol em decorrência da Constituição de Cádiz. Foi suprimida em 1927, com sua incorporação ao município de Alins.
No verbete dedicado ao povoado no Diccionario geográfico... de Pascual Madoz, Tor era mencionada como uma localidade que dispunha de uma prefeitura em uma pequena planície contornada por montanhas muito altas e com ventos vindos do sul e do norte. O clima era muito frio e havia registros frequentes de reumatismo crônico e inflamações. À época, a vila contava com cinco casas; a igreja paroquial de São Pedro era servida por um padre de nomeação ordinária. Havia, nesse espaço, diversas fontes de água mineral e fontes de águas ferruginosas. O território era descrito como montanhoso, com algumas áreas planas e outras, montanhosas e despovoadas. Por ali, passava o caminho real em direção a Andorra, em muito mau estado. Era produzido trigo, centeio, cevada, batatas, legumes e, em menor quantidade, hortaliças, além de feno. Era criado ali todo tipo de animal. Havia caça de perdizes, lebres, camurça-dos-pireneus e eventualmente aves; foi registrada, também, a pesca de trutas e enguias. Havia dois moinhos de farinha e a criação de animais gerava um comércio de certa envergadura. A população era composta por cinco veïns (cidadãos, chefes de família) e 26 almas (demais habitantes).
No censo de 1857, Tor contava com 78 habitantes e doze cédulas pessoais inscritas.
Prefeitos:
- Josep Babot (1898 - 1899)
- Pere Riba Armengol (1903)

A entidade local menor de Besan foi suprimida por decreto em 19 de dezembro de 1958.

#### Conflito pela montanha de Tor
O povoado ganhou notoriedade em toda a Espanha em consequência de uma truculenta disputa pela posse da montanha, em andamento já há um século e tendo como saldo três assassinatos. A relevância da propriedade da montanha advém da sua localização estratégica, já que é um dos caminhos mais convenientes entre a Andorra e a comarca de Pallars Sobirà, passando pelo Port de Cabús, situado a 2.301 metros de altitude. Também é relevante que, no lado andorrano das montanhas, se encontrem as estações de esqui de la Massana e Pal, que constituem o complexo Vallnord.
Para além da disputa pela propriedade da montanha em si, originalmente com vistas à exploração da madeira, a disputa atual também é perpassada pelos interesses imobiliários relacionados ao uso das terras por empresas que viam a região como a prolongação natural das estações de esqui da Andorra, bem como pelos interesses dos contrabandistas que utilizavam o Port de Cabús para contrabando, sobretudo de tabaco. Fato curioso é que a estrada do lado andorrano é composta por uma pista de sete metros de amplitude perfeitamente asfaltada que se encontra subitamente, na altura da fronteira, com a pista não pavimentada do lado catalão.
Tais conspirações e disputas foram tema de muitas reportagens e estudos. Destacam-se, entre elas, a reportagem feita pelo programa 30 minuts, da TV3, os dois livros inspirados a partir da feitura dessa reportagem (Tor: tretze cases i tres morts e Tor, foc encès), o podcast da Catalunya Ràdio Tor, tretze cases i tres morts e a série documental Tor, da TV3. Todas essa obras são de autoria do jornalista e apresentador Carles Porta, que acompanha o desenrolar dos acontecimentos desde 1995.
A propriedade da montanha foi mudando de mãos conforme diferentes decisões judiciais tomadas por diferentes instâncias competentes. Primeiramente, a montanha seria de propriedade de Josep Montané i Baró, conhecido publicamente como «Sansa»; em seguida, passou a ser um terreno comunal; finalmente, esgotada a via judicial, a propriedade voltou a ser de propriedade da «Societat de Conduenyos de la Montanya de Tor», associação fundada em 1896 pelas treze famílias que habitavam o povoado e atualmente composta pelos seus descendentes.

##### Personagens de destaque na disputa
- Jordi Riba Segalàs, conhecido como «Palanca»[10][11] o «El Palanca»[12]
- Josep Montané Baró, conhecido como «Sansa»[13]
- Lázaro Moreno